# Radagast

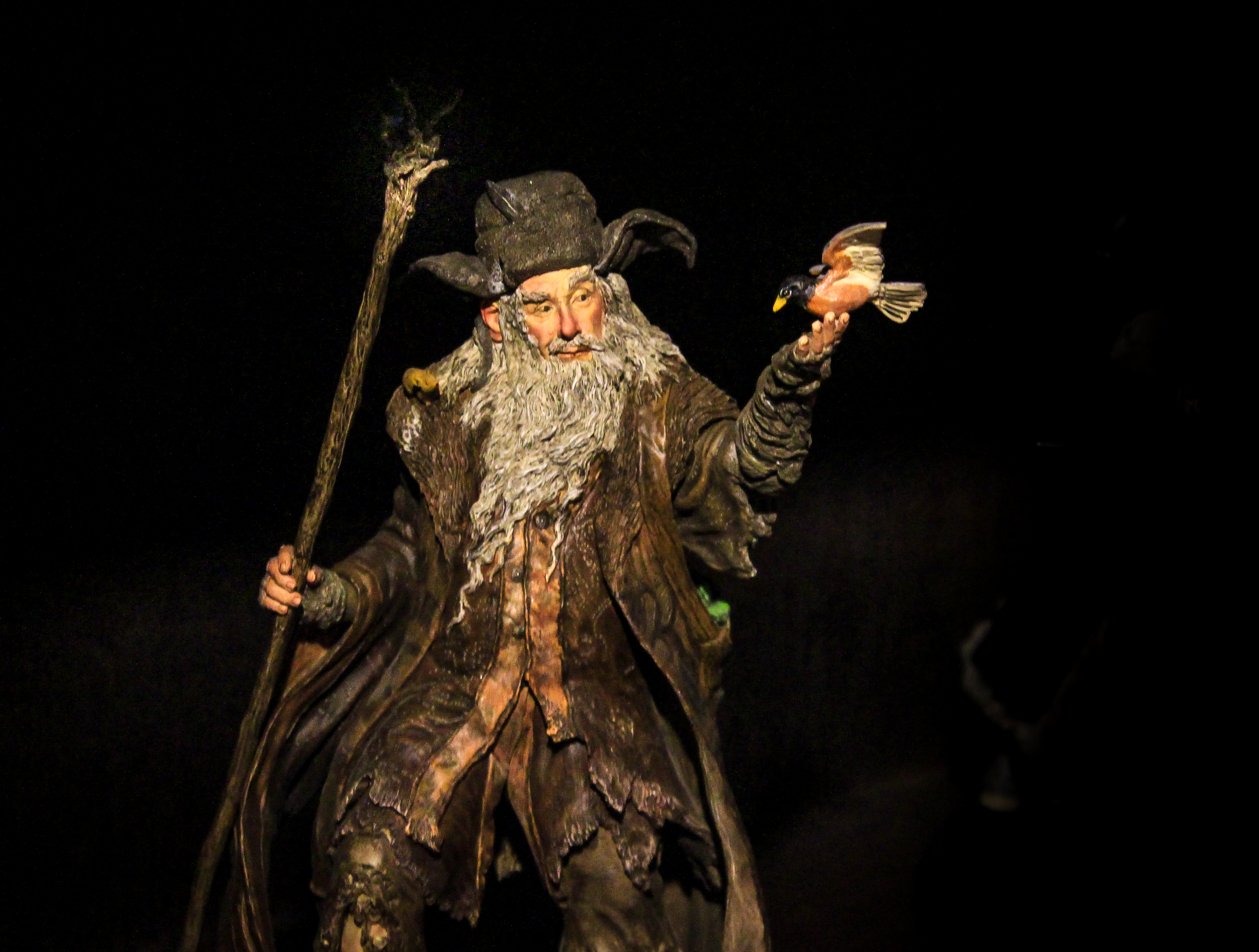
Podoba Radagasta ve filmové trilogii Hobit

Radagast (Hnědý) je literární postava čaroděje starající se o Zelený hvozd v knize J. R. R. Tolkiena Pán prstenů. Byl jedním z pěti členů Bílé rady. Radagast si ve Středozemi zamiloval mnohá zvířata a ptáky, opustil lidi a elfy a zůstal mezi divokými tvory. Žil na jižním okraji Zeleného hvozdu, jemuž se později začalo přezdívat Temný hvozd, v místě zvaném Rhosgobel. Byl vyslán do Středozemě na pomoc v boji proti Sauronovi (viz Istari). Byl „vnucen“ Sarumanovi Yavannou, která ho o to prosila. Později jím Saruman opovrhoval. V knize Společenstvo prstenu se Radagast objevuje, ve filmu však nikoliv. V knížce měl malou roli, když byl použit Sarumanem jako návnada, aby dostal Gandalfa do Orthanku, kde byl Gandalf uvězněn. Avšak Radagast nevěděl o zlých záměrech Sarumana. Proto byl Gandalf přilákán do pasti, avšak díky Radagastovi také utekl, protože ten jej poslechl a rozeslal orly po celé zemi. Orel Gwaihir, Pán větru, přinesl novinky do Železného pasu a nakonec Gandalfa osvobodil.

## Vzhled
Tento kouzelník měl hnědý vlnitý plnovous, husté obočí a jako téměř všichni ostatní velký nos. Nosil zemitě hnědý plášť.

## Jména
- Radagast – v dávném jazyce Númenoru znamená: pečovatel o zvířata
- Aiwendil – jméno ve Valinoru znamená milovník ptáků